# Одерако Ірина Володимирівна
Ірина Володимирівна Одерако (Сваха) (8 квітня 1982, с. Грабів, Рівненська область) — українська письменниця, член Національної спілки письменників України, голова Рівненської організації НСПУ. Лауреат Рівненської обласної літературної премії імені Михайла Дубова і міської премії в галузі літератури імені Уласа Самчука.

## Біографія
Народилася 8 квітня 1982 року в селі Грабів на Рівненщині. У ранньому дитинстві разом з батьками переїхала до Рівного. Навчалася у Рівненській СШ № 26 і художній школі. Закінчила Рівненський автотранспортний технікум та Міжгалузевий інститут управління персоналом (Київ, 2006). Працювала бухгалтером у фірмі «Камаз-Транс-Сервіс» (2002—2019). Від 2019 року — диспетчер автомобільного транспорту фермерського господарства «АВВО-93» (Рівненська область).
З 1999 р. — учасниця народного літературного об'єднання «Поетарх» при Рівненському палаці дітей та молоді. Член Молодіжної літературної платформи НСПУ. З квітня 2013 року — член Національної спілки письменників України. З листопада 2023 р. — голова Рівненської організації НСПУ.
Мешкає у м. Рівному.

## Творчість
Літературну творчість розпочала з поезії. У 2000 р. в місцевій пресі опублікована перша прозова замальовка Ірини Одерако, яка посіла друге місце на обласному конкурсі літераторів-початківців «На межі тисячоліть. Спогади про минуле. Погляд у майбутнє».
Твори друкувалися в антології «Рівне літературне», альманасі «Наше коло», часописі «Погорина», «Маладосць» (Білорусь), на сторінках місцевих періодичних видань.
2010 р. вийшла друком перша книга «Там, де перетинаються грані».
У 2014 р. надруковано соціально-побутовий роман «Від світанку і до вічності», в якому описано буття волинського села протягом столітнього відтинку часу.
2019 р. вийшла збірка оповідань «Дорогою».

## Відзнаки
Лауреат Рівненської обласної літературної премії імені Михайла Дубова (2012).
Лауреат міської премії у галузі літератури імені Уласа Самчука (2016).
Переможниця літературного конкурсу імені Григора Тютюнника (2018).
Лауреат Приватної літературної премії «Рівненський акцент» (2021).
Книга «Там, де перетинаються грані» — переможець щорічного обласного літературного конкурсу «Краща книга Рівненщини» у номінації «Кращий літературний дебют» (2012).
Лауреат фестивалю «Золоте гроно» (2013).